# Selskabelige tal
Selskabelige tal er indenfor talteori tal hvis alikvotfølge er cyklisk med samme start og sluttal. Selskabelige tal er en generalisering af fuldkomne tal og venskabstal.
I en kreds af selskabelige tal er det næste tal i rækken summen af de ægte divisorers i det foregående tal. Antallet af tal er kredens orden.
Hvis ordenen er en er der tale om et fuldkomment tal. Hvis ordenen er to er der tale om et venskabstalspar. Der er ingen kendte kredse af orden tre.

## Eksempel
For eksempel er tallet 1.264.460 et selskabeligt tal, hvis cykliske alikvotfølge har perioden 4:
Summen af de ægte divisorer af {\displaystyle 1264460} ({\displaystyle =2^{2}\cdot 5\cdot 17\cdot 3719}) er
1 + 2 + 4 + 5 + 10 + 17 + 20 + 34 + 68 + 85 + 170 + 340 + 3719 + 7438 + 14876 + 18595 + 37190 + 63223 + 74380 + 126446 + 252892 + 316115 + 632230 = 1547860,
summen af de ægte divisorer af {\displaystyle 1547860} ({\displaystyle =2^{2}\cdot 5\cdot 193\cdot 401}) er
1 + 2 + 4 + 5 + 10 + 20 + 193 + 386 + 401 + 772 + 802 + 965 + 1604 + 1930 + 2005 + 3860 + 4010 + 8020 + 77393 + 154786 + 309572 + 386965 + 773930 = 1727636,
summen af de ægte divisorer af {\displaystyle 1727636} ({\displaystyle =2^{2}\cdot 521\cdot 829}) er
1 + 2 + 4 + 521 + 829 + 1042 + 1658 + 2084 + 3316 + 431909 + 863818 = 1305184, og
summen af de ægte divisorer af {\displaystyle 1305184} ({\displaystyle =2^{5}\cdot 40787}) er
1 + 2 + 4 + 8 + 16 + 32 + 40787 + 81574 + 163148 + 326296 + 652592 = 1264460.